# Walter Rispeter
Walter Rispeter (Pseudonym Peter Riss; geb. 31. Januar 1899; gest. 21. November 1961) war ein deutscher Publizist und Justizbeamter in Hamburg.

## Leben
Walter Rispeter wuchs in Hamburg als Sohn eines Hafenarbeiters auf. Dort besuchte er die Schule und machte eine Ausbildung. 1917/18 war er Soldat in Frankreich.
1922 heiratete Walter Rispeter in Hamburg. 1931 veröffentlichte er das Antikriegsbuch Die große Zeit. Stahlbad Anno 17, in dem er seine Erlebnisse im Ersten Weltkrieg beschrieb.
Walter Rispeter war Mitglied der USPD und der KPD und 1932 Vorstandsmitglied des Ortsverbandes Hamburg des Bundes proletarisch-revolutionärer Schriftsteller.
1933 wurde Rispeter als Justizbeamter am Verwaltungsgericht Hamburg entlassen, unter anderem, weil er sich nicht von seinem Buch distanzieren wollte.
Er schrieb danach für Feuilletons und Filmkritiken in verschiedenen Zeitungen.
1939 wurde er Sanitätssoldat im Zweiten Weltkrieg, 1942 Sanitätsfeldwebel.
Nach dem Krieg wurde Walter Rispeter von der britischen Militäradministration als Justizinspektor eingesetzt. Er verfasste in dieser Zeit auch Beurteilungen über die Tätigkeiten von Personen in den Jahren 1933 bis 1945.
Danach war er weiter im Justizdienst tätig bis zu seinem Tod im Jahre 1961.